# Ганглионарный слой
Ганглионарный слой (англ. ganglion cell layer, GCL) — один из десяти слоёв сетчатки позвоночных, содержит тела ганглионарных клеток и один вид амакриновых клеток.
Дендриты ганглионарных клеток тянутся от внутреннего сетчатого слоя, где они принимают импульсы от биполярных и амакриновых клеток. Аксоны ганглионарных клеток направляются в слой нервных волокон, где собираются в пучки и в дальнейшем формируют зрительный нерв, который проводит несколько переработанную тканью сетчатки информацию в центральную нервную систему.
Кроме ганглионарных клеток в этом слое содержится еще один тип амакриновых клеток — смещенные амакриновые клетки (англ. displaced amacrine cells) и клетки нейроглии.
Количество клеток ганглионарного слоя на всей площади не является постоянным, на периферии сетчатки этот слой содержит один ряд перикарионов, в центральной и средней части несколько слоёв. Толщина слоя составляет примерно 20-30 мкм.